# Kalingapatnam
Kalingapatnam är en ort i Indien.   Den ligger i distriktet Srīkākulam och delstaten Andhra Pradesh, i den sydöstra delen av landet, 1 300 km sydost om huvudstaden New Delhi. Antalet invånare är 6 459.
Terrängen runt Kalingapatnam är mycket platt. Havet är nära Kalingapatnam åt sydost.  Närmaste större samhälle är Narasannapeta, 11,9 km nordväst om Kalingapatnam.